# Mörk lyrflickslända
Mörk lyrflickslända (Coenagrion pulchellum). Förr kallades den mörk U-flickslända. Det är en art i insektsordningen trollsländor som tillhör familjen dammflicksländor.

## Kännetecken
Denna art är mycket lik ljus lyrflickslända (Coenagrion puella) till utseendet, och utan detaljstudier kan det vara svårt att skilja dem åt. På avstånd är den mörka lyrflicksländan kanske något slankare, och hanen är oftast något klarare blå i färgen än hanen av C. puella. Hanen är blå med svarta teckningar på bakkroppen. På det andra bakkroppssegmentet är denna u-formad. Honan är brun eller grönbrun med svarta teckningar på bakkroppen. Vingarna är genomskinliga med mörkt vingmärke. Vingbredden är 40 till 50 millimeter och bakkroppens längd är 24 till 30 millimeter.

## Utbredning
Liksom C. puella har denna art stor utbredning i Europa. Den når även fram till Sibirien och norra Kina. Coenagrion pulchellum lever i låglandet och i bergstrakter upp till 1200 meter över havet. De två arterna delar ofta habitat, men C. pulchellum förekommer något längre norrut än sin släkting. Detta gäller framför allt i Norge och Finland, i Sverige är de två arternas utbredningsområden mer samstämmiga. 

## Levnadssätt
Den mörka lyrflicksländans habitat är olika typer av mindre vattensamlingar, som dammar. Efter parningen lägger honan äggen tillsammans med hanen, i stjälkarna på vattenväxter. Utvecklingstiden från ägg till imago är ett till två år och flygtiden från slutet av maj till augusti.

## Hot
Beståndet hotas regionalt av torka. Hela populationen antas vara stabil. IUCN listar arten som livskraftig (LC).